# City of Angels (24kGoldn)
City of Angels è un singolo del rapper statunitense 24kGoldn, pubblicato il 27 marzo 2020 come quinto estratto dal primo EP Dropped Outta College.

## Descrizione
La canzone parla dell'interprete che, avendo venduto la sua anima al diavolo, non vorrebbe morire giovane come capitato invece ad altri rapper degli anni 2010 come Lil Peep, XXXTentacion e Juice Wrld.

## Video musicale
Il video musicale, ambientato a Los Angeles, è stato reso disponibile il 20 marzo 2020 attraverso il canale YouTube del rapper.

## Tracce
Testi e musiche di Golden Landis Von Jones, Omer Fedi e Nicco Catalano.
Download digitale – Remixes
1. City of Angels (Futosé Remix) – 2:58
2. City of Angels (Billy da Kid Remix) – 2:59
3. City of Angels (Billy da Kid Warehouse Remix) – 2:51

Download digitale – Yungblud Remix
1. City of Angels (feat. Yungblud) (Yungblud Remix) – 2:57

Download digitale – Larry Remix
1. City of Angels (feat. Larry) (Larry Remix) – 1:53

Download digitale – Sero Remix
1. City of Angels (con Sero) (Sero Remix) – 2:56

Download digitale – Nitro Remix
1. City of Angels (con Nitro) (Nitro Remix) – 2:56

## Successo commerciale
Nella classifica dei singoli britannica City of Angels è stata la prima canzone di 24kGoldn a fare il proprio ingresso, debuttando al numero 64 il 27 febbraio 2020 e raggiungendo come picco la 25ª posizione, diventando inoltre la sua prima top fourty nel Regno Unito.

## Classifiche
| Classifica (2020) | Posizione massima |
| ----------------- | ----------------- |
| Australia         | 25                |
| Belgio (Fiandre)  | 59                |
| Canada            | 54                |
| Estonia           | 27                |
| Grecia            | 49                |
| Irlanda           | 26                |
| Lettonia          | 24                |
| Lituania          | 32                |
| Nuova Zelanda     | 38                |
| Paesi Bassi       | 88                |
| Portogallo        | 135               |
| Regno Unito       | 25                |
| Repubblica Ceca   | 72                |
| Romania           | 67                |
| Slovacchia        | 75                |
| Stati Uniti       | 103               |
| Ungheria          | 40                |